# Тімур Оруц
Тімур Оруц (нім. Timur Oruz, нар. 27 жовтня 1994, Крефельд, Німеччина) — німецький хокеїст на траві, бронзовий призер Олімпійських ігор 2016 року. Брат німецької хокеїстки на траві Селін Оруц, яка на тій же Олімпіаді теж здобула бронзову нагороду.
У 2021 році Оруз посів друге місце зі збірною Німеччини на чемпіонаті Європи в Амстелвені. На Олімпійських іграх у Токіо німці посіли друге місце у своїй попередній групі. Після півфінальної поразки від австралійців німці програли матч за третє місце команді Індії з рахунком 4:5. На чемпіонаті світу 2023 року в Бхубанесварі Оруз зіграв у всіх семи матчах, включно з фіналом проти Бельгії. Німці стали чемпіонами світу в серії післяматчевих пенальті.

## Виступи на Олімпіадах
| Олімпіада           | Дисципліна     | Місце |
| ------------------- | -------------- | ----- |
| Ріо-де-Жанейро 2016 | хокей на траві | 3     |

## Зовнішні посилання
- Тімур Оруц — олімпійська статистика на сайті Sports-Reference.com (англ.) (архівна версія)